# Rui Correia
Rui Manuel da Silva Correia (Nascido em 22 de Outubro de 1967, em São João da Madeira) é um ex-guarda-redes português que jogou a Campeonato Europeu de Futebol de 1996. Passou por Sporting, Ovarense, Feirense, Salgueiros, Porto, Braga, Vitória de Setúbal e Chaves.
Encerrou a carreira de jogador em 2007, às vésperas de completar 40 de idade, quando defendia o Estoril. Pela Seleção Portuguesa disputou apenas duas partidas, entre 1995 e 1997.
Foi treinador de guarda-redes no Portimonense, Olhanense, Académica de Coimbra, Braga e Belenenses, além de coordenador-técnico do Braga.

## Títulos
- Primeira Liga (2): 98/99, 97/98
- Taça de Portugal (1): 1998
- Supertaça De Portugal (1): 1999, 1998

Treinador Guarda-Redes
- Segunda Liga (1): 08/09

Participações
- 1x Participante no Campeonato da Europa futebol
- 3x Participante na Champions-League